# Lidová fronta pro osvobození Palestiny
Lidová fronta pro osvobození Palestiny (zkráceně LFOP, arabsky: الجبهة الشعبية لتحرير فلسطين, al-Džabha aš-Ša'abíja li-Tahríri Filastín, anglicky: Popular Front for the Liberation of Palestine, zkráceně PFLP) je sekulární, marxisticko-leninistická, nacionální palestinská politická organizace založená Georgem Habašem v roce 1967. Ozbrojené křídlo LFOP nese název Brigády Abú Alího Mustafy. LFOP je druhou největší organizací v Organizaci pro osvobození Palestiny. Největší organizací byl Fatah.
LFOP obecně zastává tvrdší nacionální postoj v ohledu na palestinskou samostatnost než Fatah. Neuznává Izrael a podporuje jednostátní řešení v izraelsko-palestinském konfliktu.
Lidová fronta pro osvobození Palestiny neblaze proslula ozbrojenými únosy letadel v šedesátých a sedmdesátých letech 20. století. Brigády Abú Alího Mustafy se v roce 2000 zapojily do druhé intifády a v roce 2023 bojovaly na straně Hamásu ve válce Izraele s Hamásem. LFOP je označena za teroristickou organizaci v USA (od roku 1997), Japonsku (od roku 2002), Kanadě (od roku 2003) a v zemích Evropské unie (od roku 2012)
Od roku 2001 organizaci vede Ahmad Sa'adat. Ten byl v roce 2006 odsouzen v Izraeli k třiceti rokům odnětí svobody. K roku 2015 LFOP bojkotovala účast v Palestinské národní radě.

## Historie
Lidová fronta pro osvobození Palestiny (LFOP) vznikla z Arabského nacionalistického hnutí (arabsky Harakat al-Qawmiyyin al-Arab), které v roce 1953 založil George Habaš, palestinský křesťan původem z města Lod. Habaš v roce 1948 zažil izraelskou operaci Danny, kdy izraelská armáda během první arabsko-izraelské války vyhnala Palestince z řady měst. Habaš a jeho rodina byla donucena několik dní pochodovat k hranicím, při čemž zemřela jeho sestra. Sám Habaš následně dokončil svá studia medicíny v Libanonu na Americké univerzitě v Bejrútu (v roce 1951). Habaš v té době považoval za důvod prohry Palestinců „technologickou zaostalost Arabů v porovnání s Izraelci“ a volal po „celkové přeměně arabské společnosti na poměry 20. století“. Arabské nacionalistické hnutí založil v roce 1953 v národnostním duchu. Hnutí podle něj neslo ideje revoluce dle Che Guevary. Hnutí postupně vytvořilo podzemní buňky v Libyi, Saúdské Arábii a v Kuvajtu. Ideově hlásali sekularismus a socialismus. Část členů vytvořila jednotku Abtal al-Audah v rámci Palestinské osvobozenecké armády.
K výraznějším aktivitám se hnutí dostalo až po šestidenní válce v roce 1967. V té době došlo v hnutí k reorganizaci a nově neslo název Lidová fronta pro osvobození Palestiny. Organizace začala s guerillovým výcvikem, přičemž její činnost byla financována ze Sýrie, kde měla své ústředí. Výcvikový tábor měla také v Jordánsku. V roce 1969 se LFOP přihlásila k učení marxismu-leninismu, ale současně zastávala myšlenky panarabismu. Izraelsko-palestinský konflikt vnímali jako součást boje proti západnímu imperialismu. V téže době začali vydávat stranický tisk Al-Hadaf (Cíl), jehož editorem se stal Ghassán Kanafání.
V roce 1968 se z LFOP vyčlenila Lidová fronta pro osvobození Palestiny - Hlavní velení pod vedením Ahmada Džibríla. Roku 1969 došlo k odtržení maoistického křídla pod vedením Nájifa Hawátmy, které si založilo Demokratickou frontu pro osvobození Palestiny. 
LFOP naopak v roce 1968 vstoupila do zastřešující Organizace pro osvobození Palestiny (OOP). V roce 1974 se ovšem v OOP postavila do opozice proti směřování vedenému Fatahem. Opozici opustili v roce 1981. Z OOP vystoupili v roce 1993 a v Sýrii spoluzaložili Alianci palestinských sil, která stála proti dohodám z Osla. Roku 1998 opustili i Alianci.
Po pádu Sovětského svazu se význam LFOP na palestinských územích marginalizoval. Oblibu mezi Palestinci získaly islamistické skupiny jako jsou Hamás nebo Palestinský islámský džihád. Od té doby se LFOP začala orientovat na spojenectví s Íránem a Hizballáhem.
V roce 2000 z vedení organizace odešel Habaš. Jeho nástupcem byl zvolen Abú Alí Mustafa, který byl následně v srpnu 2001 zabit při mimosoudním zabití izraelskou armádou. V říjnu 2001 byl následně do vedení zvolen Ahmad Sa'adat. V roce 2002 byl však zadržen izraelskými bezpečnostními složkami a následně odsouzen k třiceti rokům ve vězení.
Po smrti Jásira Arafata LFOP v prezidentských volbách v roce 2005 podpořila Mustafu Barghútího, který nakonec získal 20 % hlasů a umístil se na druhém místě za kandidátem Fatahu Mahmúdem Abbásem. V následujících parlamentních volbách z roku 2006 se LFOP umístila na třetím místě se ziskem 4,25 % hlasů. Získala tak tři mandáty v Palestinské legislativní radě. Mandáty obsadili Ahmad Sa'adat, Džamil Majdalawi a Chálida Džarrár.

## Politika

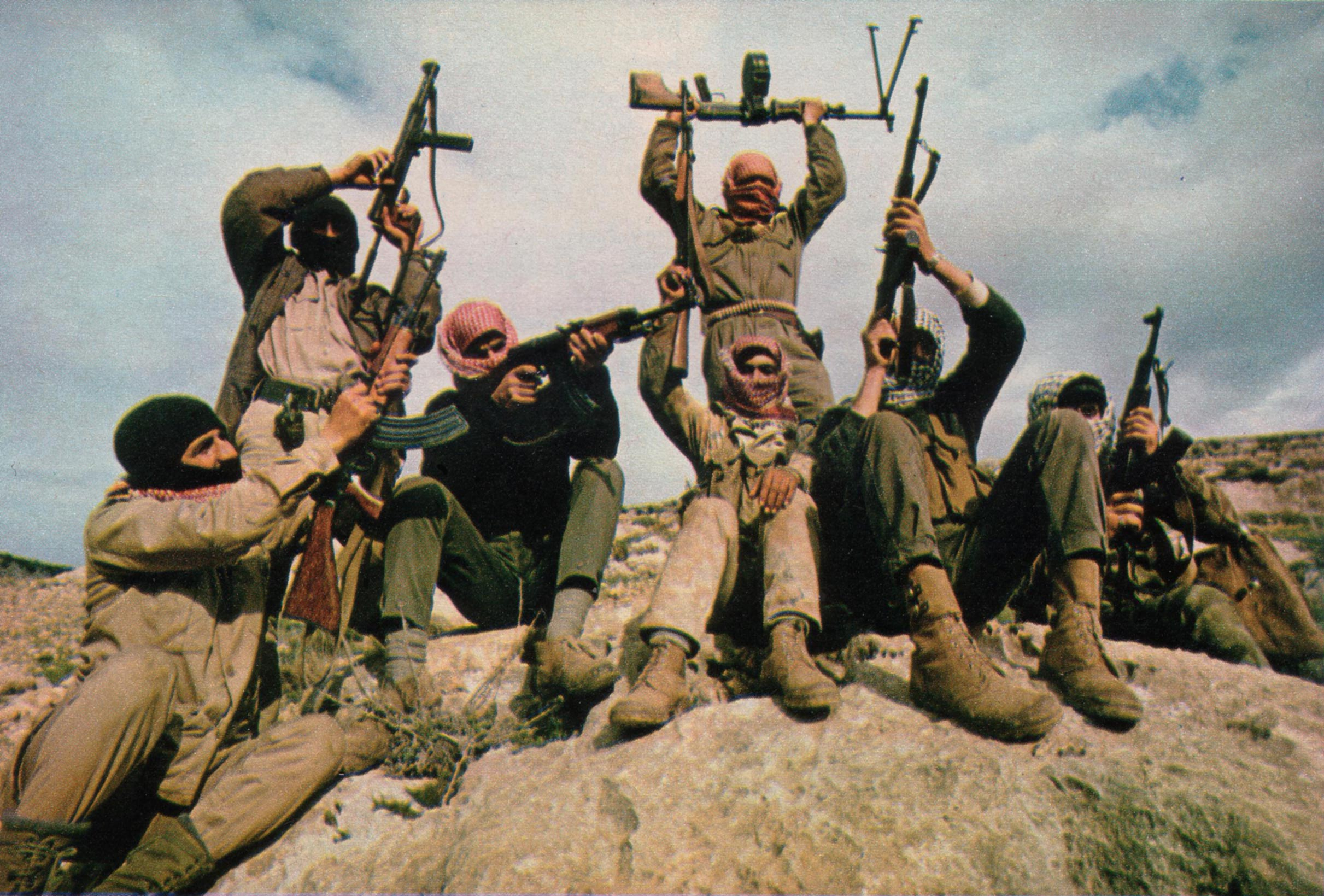
Vojáci LFOP roku 1969, držící mj. československé zbraně

Po hnutí Fatah je druhou největší skupinou formující Organizaci pro osvobození Palestiny (OOP). Izraelsko-palestinský konflikt nechápe jako střetnutí dvou náboženských idejí, nýbrž jako součást boje proti imperialismu. Mezi její cíle patří vytvoření demokratického státu v celé historické Palestině, kde si budou všichni rovni. Teroristických útoků se dopouští od 70. let a to jak proti izraelským, tak proti umírněným arabským cílům. Nejvíce se organizace „proslavila“ únosy mezinárodních leteckých spojů. V minulosti nesouhlasila s mírovými dohodami s Izraelem, avšak z důvodu nedostatku finančních prostředků, které dříve pocházely z Libye, její představitelé pragmaticky změnili svá stanoviska. Následně tak tichou cestou začali spolupracovat s palestinskou samosprávou.
Během tzv. Druhé intifády LFOP opět získala na radikálnosti. Členové této organizace začali páchat v rámci Izraele teroristické útoky, které však byly z 90 % neúspěšné. Odvetou z izraelské strany bylo 27. července 2001 zničení sídla LFOP v Ramalláhu a zabití jejího generálního tajemníka. Tato izraelská protiakce měla za následek povstání členů Brigád Abú Alí Mustafy, kteří v říjnu 2001 spáchali atentát na ministra cestovního ruchu Rechavama Ze´eviho. Izrael následně obsadil některá území, jež byly pod plnou palestinskou správou, včetně Betléma. Tyto izraelské zásahy vedly k oslabení LFOP. Podle amerického ministerstva zahraničí se nyní LFOP dostává jisté logistické podpory, včetně útočiště pro její členy v Sýrii.

## Ozbrojené útoky
- 1968 – únos letu El Al 426
- 1968 – útok na let El Al 253 v Řecku
- 1969 – útok na let El Al 432 ve Švýcarsku
- 1969 – bombový útok v supermarketu v Jeruzalému
- 1969 – bombový útok na britský konzulát v Jeruzalému
- 1969 – únos letu TWA 840 v Itálii (podílela se Lajla Chálid)
- 1970 – únosy letadel na Dawson's Field (jedna z příčin černého září v Jordánsku)
- 1972 – masakr na letišti Lod (provedla Japonská rudá armáda s účastní LFOP, útok naplánoval Wadía Haddád)
- 1977 – únos letu Lufthansa 181 z Mallorky
- 2000–2005 – Brigády Abú Alího Mustafy byly aktivní během druhé intifády
  - 2001 atentát na izraelského ministra turismu Rechav'ama Ze'eviho
- 2023–2025 – válka Izraele s Hamásem

- Nejasné zapojení LFOP panuje okolo útoku na synagogu v Jeruzalémě 2014.